# Subroto Roy Chowdhury
Subroto Roy Chowdhury (* 29 de gener de 1943, a Calcuta - 30 de maig de 2017, a Berlin) fou un músic Indi, especialista en la música clàssica per a sitar del nord de l'Índia, sobretot en l'estil tradicional Dhrupad, principalment en el Jaipur-Sénia-Gharana, i en l'estil més lleuger Khyal. Va establir la seva residència a Berlín. Donava concerts regularment, principalment a Alemanya i altres països Europeus.

## Trajectòria
A Calculta, Chowdhuri va anar a una escola de missioners anglesa i va rebre les seves primeres classes de sitar a l'edat de 13 anys, amb Nirmal Chakravarty. Els seus mestres li van ensenyar els estils més clàssics i tradicionals. Aquests coneixements van facilitar una estreta relació amb els mestres Birendra Kishore Roy Chowdhury i Ustad Hafiz Ali Khan (actius entre els anys 1901-1972). En aquells moments, un dels mestres més influents de dhrupad va ser el cantant Nasir Aminuddin Dagar Khan, Chowdhuri va ser acceptat en una cerimònia formal (ganda Bandhan) com a estudiant de la Gharana, amb el músic de sarod Radhika Mohan Maitra (1917-1981). Les famílies dels últims tres músics provenen de Bengala Oriental, actual Bangladesh. Aminuddin Dagar i el seu germà Moinuddin Dagar estaven a Calcuta, eren els músics més famosos dels estils clàssics, que daten del músic de la cort Mughal Tansen Sénia de la tradició dhrupad. Més tard Chowdhury va prendre classes a l'Escola West Indian Sitar de Jaipur Sénia Gharana amb Bimal Mukherjee, que era el seu principal representant en aquell moment.
El 1964 va començar la seva carrera com a concertista a Calcuta. Va aconseguir diversos premis de música de la All India Radio. El 1969, va ser guardonat amb el títol Surmani a un festival de música a Mumbai. Des de la dècada de 1970, va donar concerts regularment l'Europa Occidental. La seva música va ser emesa per les ràdios a Alemanya, França, Suïssa i el Regne Unit, així com va assistir de convidat a festivals. Chowdhuri va participar en el festival North Sea Jazz Festival, de la Haia, en el Tübinger Jazz- und Klassiktagen, en el Bernliner Festtagen  a Ljubljana. Gràcies a la invitació d'Ali Akbar Khan College, va tocar als EUA. El 1977 Chowdhury va ser nomenat músic de l'any a l'Índia.
El 1998 i 2001, va liderar, juntament amb el músic de tabla  Saibal Chatterjee un taller de música índia a la Hochschule für Musik de Franz Liszt de Weimar. La seva filla Sohini Roychowdhury és ballarina de Bharatanatyam.
El 2013 oferí un concert a Barcelona, en un marc de col·laboració entre l'Institut d'Estudis Catalans i el Museu de la Música de Barcelona.

## Interpretació
Birendra Kishore capgirà la forma de tocar de Chowdhuri, evolucionant a poc a poc a Alap, una obertura sense mètrica, part d'una raga i la posterior meditació, gràcies al bordó de les cordes del sitar, creant estructures rítmiques. La manera de tocar de Chowdury està influenciada per la seva afició al dhrupad del segle xix, amb melodies suaus fetes amb la vina i el rubab. A l'Índia era considerat com un tradicionalista progressiu.
Chowdhury solia tocar la Raga Bhairav amb freqüència als matins, una raga molt antiga que indueix a un estat meditatiu de l'ànim. És poc conegut i es coneix poc la Raga Jaijaiwanti i la molt antiga Raga Shree, d'estricta estructura, especialment difícil d'interpretar. Aquí Chowdhury era clar i afinat, amb unes improvisacions i ornamentacions (Gamak) eren extremadament ràpides i virtuosístiques.
A més a més de les ragues clàssiques de l'Índia, Chowdhuri havia tocat amb músics de jazz i havia experimentat amb la fusió. A Album Explorations (1987), a Tonstudio Bauer a Ludwigsburg va enregistrar tres composicions amb la soprano saxofonista Steve Lacy. Al 2001, Chowdhury experimenta amb el músic de Guzheng xinès Xu Fengxia, i fa gires de concerts amb el músic de tabla Saibal Chatterjee.

## Discografia
- Calcutta Meditation. Mit Asit Pal (Tabla). Enja Records 1983
- Serenity. Mit Manikrao Popatkar (Tabla). India classics jazzpoint, Stuttgart 1986
- Explorations. Mit Steve Lacy (Sopransaxofon) und Shibsankar Ray (Tabla). India classics jazzpoint, Stuttgart 1987
- Meditation Raga. Sitar solo in Kaushiki Kanada. India classics jazzpoint, Stuttgart 1987
- Music for Meditation. Mit Asit Pal (Tabla).Nataraj Music, Düsseldorf 1988
- Raga Malkauns. Mit Asit Pal (Tabla). Nataraj music, Düsseldorf 1988
- Colours of India. Mit Asit Pal (Tabla). Autogram, Nottuln
- Morning Raga Ahir Bhairav. Mit Asit Pal (Tabla). India classics jazzpoint, Stuttgart 1993
- The Indian Sunset. Mit Saibal Chatterjee (Tabla). India classics jazzpoint, Stuttgart 1996
- The Indian Sunset. Mit Saibal Chatterjee (Tabla). India classics jazzpoint, Stuttgart 1998
- From Dusk to Dawn. Mit Saibal Chatterjee (Tabla). Hindusthan Records 2001
- Sanjog. Jugalbandi mit Madhuri Chattopadhyay (Violine) und Sankha Chatterjee (Tabla). Felmay, Turin (Italien) 2003
- Morning Ragas. Mit Saibal Chatterjee (Tabla). Hindusthan Records
- Sunrise. Mit Saibal Chatterjee (Tabla)
- Sympathy. Mit Sanjib Pal (Tabla). Bihaan Music, Kalkutta 2009